# Horisme albostriata
Horisme albostriata är en fjärilsart som beskrevs av Arnold Pagenstecher 1907. Horisme albostriata ingår i släktet Horisme och familjen mätare. Inga underarter finns listade i Catalogue of Life.